# Beth Din

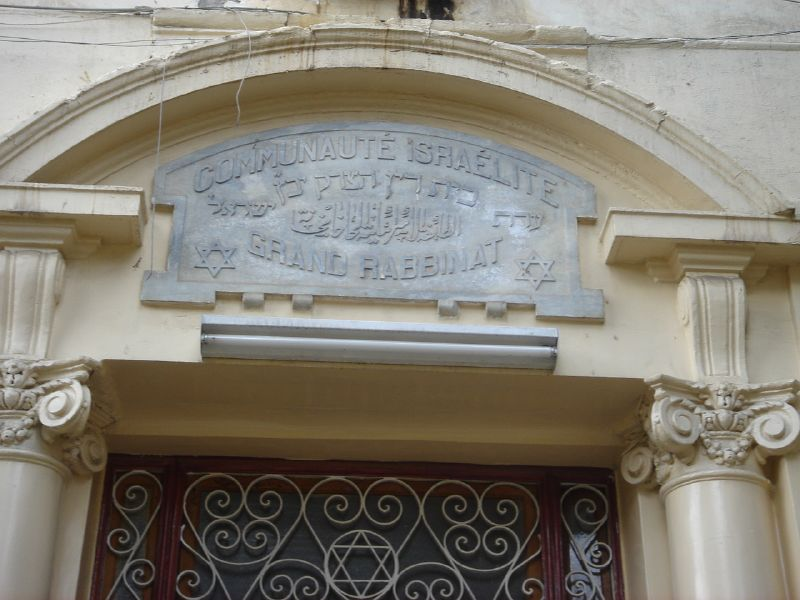

A Beth Din egy ősi, még ma is élő, a zsidó vallási életben működő jogi intézmény. Héberül szó szerinti jelentése: törvény háza. Elősegíti, hogy vitás kérdésekben a felek megegyezésre jussanak, egy vagy több feljogosított vallási személy döntése alapján, melyet a felek is elfogadnak.
Az ítélkezés a zsidó alaptörvény, a Tóra szerint működik.  A Tórát a Sinai hegyén kaptuk meg. Mózes volt az egyetlen bíró ekkor. De nem bírt az emberekkel, és a Teremtőhöz fordult, ezt olvashatjuk a 3. könyv 11. szakaszában. Megoldásnak javasolja 70 bölcs összegyűjtését, ez lett a Szanhedrin, a zsidó törvényhozás alapja. Mózes negyedik könyvének 11, 14, 16. fejezete a szabályokról ír, de a technikák később alakultak ki. Több módszere volt a tárgyalási folyamatnak. A diaszpórában a Talmud és a Maimonidésznél leírtak szerint működik, ebből parancs fakadt. Már ebben szerepel, hogy az ítélet előtt egyezzenek meg a felek. Amennyiben a két fél között nincs egyetértés, akkor is a kompromisszumra (psara) kell törekedni, melyet határozatba foglaltak.
Egy zsidó egy másik zsidót csak a Beth Dinen keresztül perelhet. Ezt csak nagyon ritka estben lehet kikerülni, ha bonyolult pénzügyi esetről van szó. A Mózes negyedik könyve említ ilyen esetet, amikor egyik ember a másiknak kárt okoz, mely lehet testi vagy anyagi jellegű. Vallási ítéleteket hozhat a Beth Din házassági, válási és örökségi ügyekben, melyről a Mózes második és negyedik könyvében olvashatunk. A Talmud Misna (Moed, Ktubot, Babakama, Mocija) traktátusához tartoznak e témák. Eredetileg 70-en (70 bölcs) voltak a bírói testületben, utódjaik is ezek leszármazottjai. A XV–XVI. században jesivákat állítottak fel, ott tanították a jövő bíráit. A rabbik a felmerült kérdésekre könyvekben válaszoltak, a válaszokat a Responsák néven ismertük meg. A döntések visszanézhetőek. Két jesiva volt Babilonban a VI. és VII. században. Fennmaradt a római kori és spanyol vallási bíróság története is. Ezután a zsidók szétszóródtak, ez nehezítette a vallási bíróságok munkáját. A jesivák írásos anyagai nehezen terjedtek el, a nyomdai munka nehézkes volt.
Az első Szenttemplom pusztulása után még a Szanhedrin tevékenykedett. Ezután már a zsidók szétszóratásban éltek, egy, illetve három bíró vett részt a döntésekben. A lehetséges megfelelő bírók száma csökkent az idők folyamán, és tudás szintjük is elmaradt a korábbiaktól. Halált okozó ügyekben nem hoztak ítéletet. A 2. Szenttemplom korabeli működéséről a Talmudban olvashatunk. Közben a Talmudot kezdik felejteni az emberek. A Szentföld lakosságának a száma csökken, Babilonba kerülnek át a bölcsekkel együtt. Le kell írni a Talmudot, valamint a Misnát is vitákkal együtt. Constantinus idején a IV. században lezárják a Talmudot, mely babiloni Talmud néven marad fenn. A VI. században két város, Pompedita és Szura fejlődött, ahol bölcsek laktak, jesivákat alapítottak, folytatták a hagyományokat. Csak a 70 bölcs leszármazottja, felavatott rabbi lehetett dayan (vallásügyi bíró). Az emberek egyre jobban felejtik a vallást, tanítani kell őket. Az ezt követő kor a Talmud Ktubot traktátusában szerepel, hogy a XI. században reneszánszát éli a vallás. A szétszóródás hatással van mindig a hitéletre.  A temető és a mikve fontos volt a megalakuló közösségeknek. A Talmudból tájékozódnak vallási kérdésekről, valamint a tudást segítették a Responsák tanulmányozása a XV. századtól, melyet napjainkban is használnak.
A diaszpórában nem születnek nagyszámú ítéletek, a bírók törekednek a kompromisszumos megoldásokra. Spanyolországban, Kelet-Európában ügyelnek a belső törvények végrehajtására, a XI. században ez így működött. Ekkor már az emberek adót fizettek, és gettókban laktak. Nem ismert a működése a XVI. századig, mivel a zsidók szétszóródtak.  A XVI–XVIII. században az északi államokban, négy országban működik a Beth Din, mely Kelet-Európában szintén elismert volt.  

## Az ítélkező testületről
Tagja a dayan, aki nem csak egyszerű bíró, akinek nagyon sok fajta kérdés megoldására fel kell készülnie, legyen az vallási, üzleti vagy két személy közötti vita. Azt is mondhatjuk, mindenre kell megoldást keresni és találni, ami két zsidó között felmerülhet. Tíz témakörbe sorolhatók a peres kérdések. Leggyakoribb, amikor az emberek válási, betérési vagy üzleti életben szenvedett kár miatt fordulnak ehhez a vallási bírósághoz. 
A Beth Dinnek lehet egy vagy akár több tagja is. Elég, ha csak az egyik igazi bíró, de a másik két bírának is tanultnak kell lenni, őket „hediot”-nak hívják. 
A dayan nagyon sok jó tulajdonsággal rendelkezett, melyek: igaz ember, becsületes, korrekt, tanult, intelligens. A Beth Din azon képessége, hogy olyan sok mindenre kell, hogy figyeljen, nagyon felelősségteljes munkát igényel. Tekintettel kell lenni a polgári és vallási törvényekre, így nemcsak polgári, hanem vallási tekintélye is van. A Tóra átvétele után már két héttel választottak bírákat. A Szentély pusztulása után is a rabbik közül kerültek ki a bírák. Generációkon keresztül öröklődött a funkció, tudós rabbik adták át a jesiva növendékeinek tudásukat. Csak felavatott Beth Din-tag avathat fel egy újabb vallási bírót. Ez egy lánc része, mely nem szabad, hogy megszakadjon. A hódítók törekvéseket tettek mindig a folytonosság megakadályozására. Napjainkban is a Beth Din vezetése végzettséghez kötött, dayanvizsga után lehet a rabbi ennek a testületnek tagja. 

## A működéséről
Mózes harmadik könyvében olvashatunk az Ítéletről és a Büntetésről a Szanhedrin és Makot traktátusban.
A Mózestől kezdődő dinasztiához tartozott vezető irányítja a testületet. A feleknek alá kellett írni dokumentumot, amely szerint kötelező meghallgatni az ítéletet, és elfogadni. Lehetséges tanúkat előhozni bíróság elé. Mindkét félnek előzetesen el kell fogadni írásban, hogy Beth Din tárgyalja az ügyüket. Ha a mindkét oldal elfogadja a bírót, akkor lehet a tárgyalást elkezdeni. Ha felmerül, hogy valamelyik bíró személye nem felel meg valamelyik félnek, csak újabb bíró bírójelölt bevonásával folytatódhat per a folyamata. Nincs fellebbezési lehetőség, ezzel kizárják a más bíróság általi megoldást. Ha nem fogadja el valamelyik fél a határozatot, cheremit (kizárás) kap. Ha valaki nem hallgat a Beth Din rabbira, küldöttet lehet küldeni a megegyezés elősegítésére. A tárgyalások döntéshozatalra törekednek, de nincs rendőrség a végrehajtáshoz. Az eredményt plakátokon és más kommunikációs eszközzel teszik közhírré napjainkban is.
A vallási bíróságok próbálják elérni a helyes úton való járást. A mai szabad világban a Beth Din hatásköre szűkült. Ha a két oldal megegyezik, akkor lezárul az ügy. Ha valamelyik fél nem enged, akkor lehet fordulni a királyi (polgári) bírósághoz az adott Beth Din engedélyével. Nagyobb közösségekben a Beth Din azonban legalább három tagból áll, amely naponta összeül munkanapokon. A helyi rabbi általánosságban elnököl, de nagy közösségekben a Beth Din önmagában egy olyan iroda, amelynek birtokosa a „rosh Beht Din” címet viseli.
A Mishna és a Talmud különbséget tesz a rituális vagy a büntetőügyek, és a monetáris ügyek között. Rájuk külön szabályozás vonatkozik. Büntetőügyekben általában sokkal szigorúbb korlátozásokkal bír. A bíróságok minden esetben döntést hoztak az adott ügyben. Minden olyan kérdést, amelyet egy kisebb bíróság nem tudott megoldani, egy magasabb bírósághoz továbbították.

## Napjainkban a Beth Din szerepéről
Nincs akkora súlya, mint valaha. Ennek eredményeként a modern Beth Din nem rendelkezik teljes jogkörrel ahhoz, hogy régi bíróságokként működjön.
Az ortodox zsidó közösségekben bizonyos esetekben a Beth Dint használják a polgári viták rendezésére, a Sulchan Aruch szabályai szerint. A modern nyugati társadalmak egyre inkább lehetővé teszik a polgári viták megoldását vallási bíróság illetve megállapodás által. Ezzel az eszközzel a Beth Din szabályait, eljárásait és ítéletét elfogadják. A vallási bíróságok döntései azonban mindkét fél előzetes egyetértése nélkül nem lehetnek kötelezőek. Egyébként csak közvetítésként járnak el.
Napjainkban napirenden vannak a házassági, válási, örökségi és vallási kérdések, elvétve gazdasági ügyek. Ezekben az esetekben fordulnak a zsidó emberek a nagy múltú vallási bírósághoz.